# Hotel New Rose
Hotel New Rose es un relato corto escrito por William Gibson, que fue publicado por primera vez en la revista Omni en julio de 1984 y más tarde, recopilado en la colección de cuentos Quemando cromo en 1986.
El relato presenta un futuro sombrío extrapolado de las tendencias económicas y sociales contemporáneas. Ambientada en el mismo período y universo de la trilogía del Sprawl de Gibson (al igual que Johnny Mnemonic y Neuromancer), es sólidamente cyberpunk en su estilo y visión.

## Argumento
Ambientada en un futuro cercano, las grandes megacorporaciones controlan y dominan economías enteras. Su riqueza y ventaja competitiva residen en el capital humano de sus empleados y la propiedad intelectual que producen. Las corporaciones protegen celosamente a sus empleados más valiosos y hacen grandes gastos para mantenerlos seguros y felizmente productivos. No tiene mucho sentido el espionaje corporativo tradicional, ya que los nuevos productos se desarrollan a un ritmo vertiginoso; no hay tiempo para capitalizar la inteligencia adquirida de una empresa rival, ya que será obsoleta antes de que pueda utilizarse.
La historia sigue a dos agentes de extracción corporativos, que realizan la nueva versión del espionaje corporativo, capturando científicos e ingenieros de firmas rivales. Dado el nivel de protección ofrecido, extraerlos de una empresa es un asunto muy peligroso. En la historia, el narrador y su socio Fox se han unido a un nuevo asociado, Sandii, en un intento de extraer a un biólogo extremadamente talentoso de una nueva empresa de investigación alemana. La seguridad de la empresa es excelente y el intento requiere un tiempo considerable para planificarse.
Después de extraer con éxito al científico, Sandii desaparece. El científico comienza a trabajar en su nueva empresa en un laboratorio secreto en África, solo para descubrir que ha sido infectado por una enfermedad mortal que lo mata a él y a todos los demás en el laboratorio. Al darse cuenta de que han sido traicionados, Fox y el narrador corren, sus cuentas bancarias borradas por su ahora ex empleador. Convencido de que los dos están detrás de todo el asunto, Fox muere en represalia y el narrador se esconde. La historia tiene lugar una semana después de los hechos, en un hotel cápsula en ruinas en Japón, el New Rose Hotel. El narrador pasa su tiempo esperando que lleguen los asesinos, suspirando por Sandii y contemplando el suicidio.

## Película
El director Abel Ferrara adaptó el cuento como un largometraje homónimo, estrenado en 1998; la película siguió escrupulosamente la trama del cuento.